# Castell i vilatge de Savella
Les restes del castell i vilatge de Savella es troben a la part més alta, a l'extrem nord-oest del turó de Savella, a l'est de la rasa de Forès, a l'extrem meridional dels altiplans segarrencs. Al seu costat, l'església de Sant Pere de Savella.

## Història
L'indret de Savella (o Sabella de l'Abadiat) fou poblat des de molt antic i en els documents medievals consta sovint esmentat com «ipsa Vetula». Una de les primeres mencions del castell figura en una escriptura datada el 1079 amb què el comte de Barcelona Ramon Berenguer II atorgà a Bernat Amat la «quadra de Pual», inclosa dins el terme del castell de Forès. Entre les afrontacions que es descriuen en l'escriptura es fa menció del «castro Veiga» que cal identificar amb el castell de Savella. El poble de Savella disposà d'una església dedicada a Sant Pere que avui dia constitueix la resta més vistent de l'antic poblat.
El 1385, passà a monestir de Santes Creus arran del canvi de la batllia de Sarral amb Forès, el Fonoll, Savella, Conesa, Torlanda i la quadra de Saladern, fet entre Pere el Cerimoniós i el monestir cistercenc. El 1497, l'abat del monestir, Pedro de Mendoza, li atorgà una carta de poblament per a redreçar la minva d'habitants produïda per la pesta negra. Sembla, però, que els esforços fets pels abats de Santes Creus per a tornar repoblar l'indret foren inútils. Tanmateix, la senyoria de Savella fou del monestir fins a la Desamortitzacions espanyoles del segle xix.

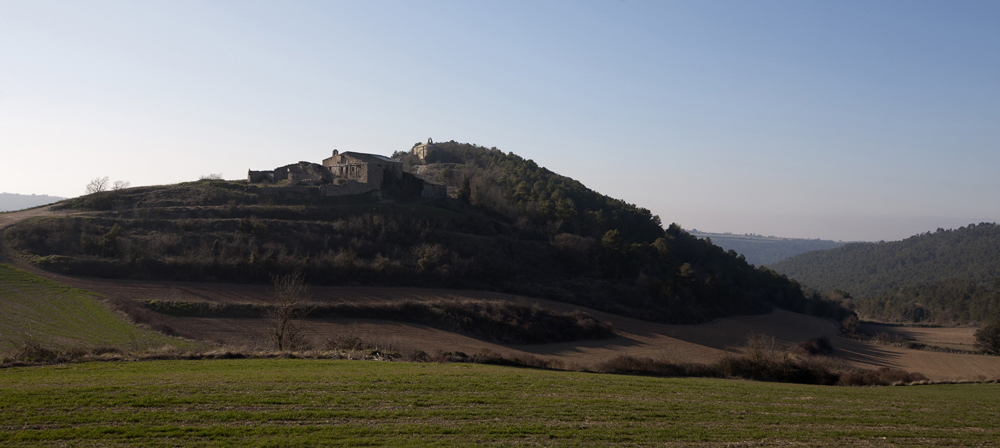
Turó de Savella. Al cim, l'església de Sant Pere de Savella i les restes del castell i del despoblat (2009)

## Arquitectura
L'extrem central són unes minses restes d'una torre de planta circular. Només podem veure la cara interior d'aquesta construcció, que és feta amb carreus de mida no gaire gran, ben col·locats en filades. El seu diàmetre intern és de 170 cm. El gruix del mur devia ésser força gran, tot i que actualment és impossible de determinar. Actualment aquesta torre resta al cim d'una espècie de mota, segurament natural, amb una alçada almenys de 5 m, en relació amb tot el que hi ha al seu entorn. Situada al centre d'un recinte força ampli, que delimita tot aquest sector castral del turó, aquest recinte té una longitud de 35 m i una amplada de 24 m. El gruix d'aquesta muralla és d'1 m. En alguns trams és rectilínia, en altres sectors és més corba. A la banda meridional hi ha un sortint, una espècie de barbacana, amb una amplada interior d'uns 4,5 m i que sobresurt uns 10 m del conjunt de la façana SW. Aquesta muralla perimetral en alguns sectors es conserva d'una alçada d'uns 2,5 m i en altres trams amb prou feines s'endevina sobre el terreny. El sector més mal conservat és l'oriental, on el mur devia arribar fins al vall que separava l'espai castral de l'espai pobletà. La muralla del castell és feta amb carreus més aviat grans, lleugerament escairats i col·locats en filades. A la banda NW del recinte hi ha una construcció adossada a la muralla, de planta trapezial d'uns 7 m de llarg per uns 5 m d'ample.
D'acord amb les seves característiques, la torre circular es dataria a final del segle xi, segurament en una data propera al moment en què es feu la torre de Torlanda. En una moment proper es degué fer la resta de la fortificació.

### Vilatge de Savella
Entre el castell i l'església, separada del primer per un fossat d'una amplada d'uns 6 m, es trobava el nucli de població que sembla que també estava envoltat per la muralla. L'espai pobletà tenia una longitud d'uns 30 m de NW a SE i una amplada de 16 m. Hi ha un mur transversal de 100 cm de gruix que parteix l'espai per la meitat. Llevat dels murs perimetrals i aquest mur transversal, els altres tenen un gruix d'uns 75 cm, mida normal en aquest tipus de construccions pageses. Alguns dels murs perimetrals són fets amb carreus força ben tallats i arrenglerats en filades. És conclou doncs que el poble era clos, com el castell per unes gruixudes muralles. El nucli primerenc seria el més proper a la zona del castell i hi podrien viure unes 4 famílies com a màxim. Poc després s'hi afegiria el sector més proper a l'església on hi podia haver dos o tres habitatges més. Fora del clos pobletà, a la banda SW hi ha restes d'altres construccions.
En conjunt doncs, sembla que Savella es tracta d'un vilatge fortificat, construït cap al final del segle xi o inici del segle xii, en un moment que a causa de la inseguretat hi hagué una fortificació prèvia de tot el conjunt del lloc de poblament. Es poden establir comparacions amb altres pobles de la frontera catalana més occidental com Castelló Sobirà de Sant Miquel de la Vall, on una muralla defensa tot l'espai pobletà, situat sota el castell.